# L’Arlésienne (Bizet)

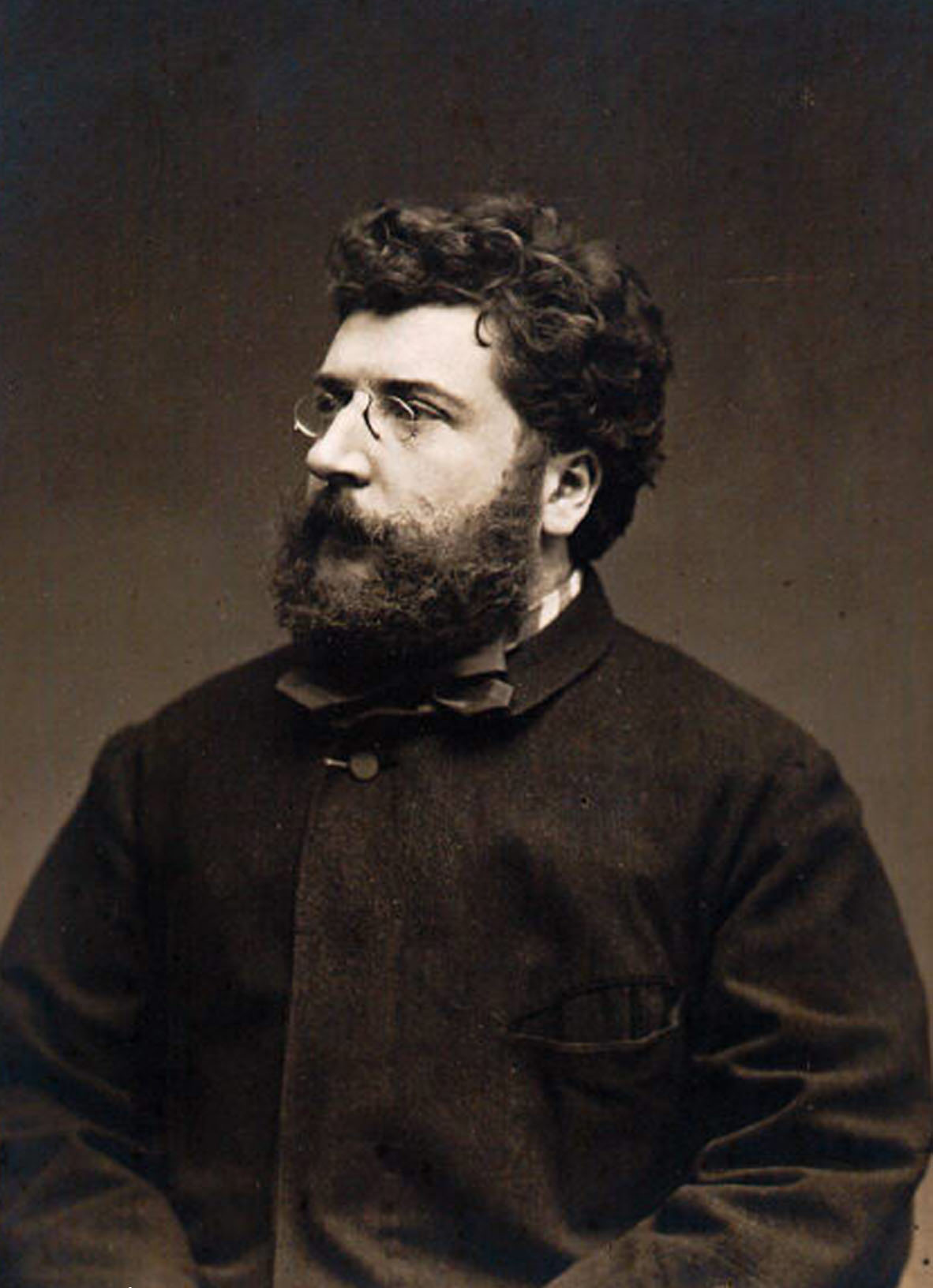
Georges Bizet, 1875

L’Arlésienne (deutsch: „Die Frau aus Arles“) von Georges Bizet entstand 1872 ursprünglich als Bühnenmusik zu dem gleichnamigen Schauspiel von Alphonse Daudet und umfasst Orchesterstücke, Chöre und Melodramen. Daudets Schauspiel hatte keinen Erfolg, umso mehr wurde Bizets Musik schon unmittelbar nach der ersten Aufführung vom Pariser Publikum als außergewöhnlich gelungen anerkannt. Bizet stellte eine Orchestersuite aus einigen Stücken zusammen. Diese fand großen Beifall und machte Bizet noch vor seiner Oper Carmen in Paris populär. In der heutigen Konzertpraxis sind zwei Suiten präsent; die zweite Suite wurde posthum von Ernest Guiraud zusammengestellt.

## Bühnenmusik
1872 (drei Jahre vor seinem Tod) wurde Bizet mit der Komposition einer Bühnenmusik zu Alphonse Daudets Tragödie L’Arlésienne beauftragt. Die Handlung des in der Provence angesiedelten dreiaktigen Stücks ist den Konflikten eines jungen Bauern (der schließlich Suizid begeht) zwischen zwei Frauen gewidmet: einem schönen Mädchen aus der Stadt Arles und einem in ihn verliebten Mädchen aus seiner direkten Umgebung.
Bizets Bühnenmusik dazu umfasste insgesamt 27 meist kurze Nummern. Dabei hatte er ein kleines Orchester von lediglich 26 Spielern zu berücksichtigen, zu dem in einzelnen Teilen ein Chor hinzutrat. Die (besonders im Hinblick auf die Streicher unübliche) Instrumentalbesetzung umfasst 2 Flöten, eine Oboe (auch Englischhorn), 1 Klarinette, 2 Fagotte, ein Saxophon in Es, 2 Hörner, Pauken und Tamburin (1 Spieler), 7 Violinen, 1 Viola, 5 Violoncelli, 2 Kontrabässe, Klavier und Harmonium (hinter der Szene, zur Begleitung des Chors).
Bizet schrieb eine eigenständige Musik, die lediglich passagenweise auf insgesamt drei Melodien zurückgreift, die er einer 1864 veröffentlichten provençalischen Sammlung entnommen hatte: Ein Marcho dei Rei (u. a. in der Ouvertüre), die Danse dei Chivau-Frus (Farandole) sowie Er dou Guet.
Die Premiere von L’Arlésienne fand am 1. Oktober 1872 im Pariser Théâtre du Vaudeville statt. Sie erwies sich als Misserfolg und das Stück verschwand nach drei Wochen vom Spielplan.

## Suite Nr. 1
Ungeachtet schlechter Kritiken, die auch seiner Musik galten, instrumentierte Bizet kurz nach der Premiere 4 Stücke seiner Bühnenmusik (mit einzelnen formalen Änderungen) für großes Orchester. In dieser Form erklang die L’Arlésienne-Suite Nr. 1 erstmals im Rahmen eines von Jules Pasdeloup veranstalteten Konzertes in Paris am 10. November 1872. Vom Publikum begeistert aufgenommen, wurde sie noch zu Bizets Lebzeiten mehrfach wiederaufgeführt.
Die Suite mit einer Spieldauer von etwa 17 Minuten sieht folgende Besetzung vor: 2 Flöten, 2 Oboen (2. auch Englischhorn), 2 Klarinetten, 2 Fagotte, 1 Altsaxophon, 4 Hörner, 2 Trompeten, 2 Pistons, Pauken, Kleine Trommel, Harfe (oder Klavier) und Streicher.

### Satzfolge
- 1. Satz (Auszug), Aufnahme mit dem HR-Sinfonieorchester unter Kurt Schröder (1948)I. Prélude (Allegro deciso). Im ersten Teil (c-Moll) des zweiteiligen Satzes dominiert der – instrumental und harmonisch viermal variierte – Marschrhythmus des provençalischen Weihnachtsliedes Marcho dei Rei („Marsch der Könige“), im zweiten Teil ein getragen-melancholischer, vom Saxophon intonierter Gedanke (As-Dur) und ein der männlichen Hauptfigur von Daudets Tragödie zugeordnetes „Liebesthema“ (C-Dur).
- II. Minuetto (Allegro giocoso). Der tänzerisch angelegte Satz (c-Moll) stellt eine Mischung aus Scherzo und Walzer-Trio dar und erinnert an Musik des 18. Jahrhunderts.
- III. Adagietto (Adagio). Der lediglich 34 Takte umfassende zart-gefühlvolle Satz (F-Dur) wird nur vom gedämpften Streichorchester gespielt.
- IV. Carillon (Allegro moderato). Die Komposition entwickelt sich über einem glockenartigen Ostinato der Hörner und der Harfe (E-Dur), unterbrochen durch eine sicilianoartige, elegische Episode der beiden Flöten (cis-Moll).

## Suite Nr. 2
1879, also 4 Jahre nach Bizets Tod, erstellte dessen Freund Ernest Guiraud eine zusätzliche, ebenfalls viersätzige Arlésienne-Suite Nr. 2. Diese ist jedoch nicht nur eine Zusammenstellung aus Bizets Musikschaffen, sondern in wesentlichen Teilen eine – unter Rückgriff auf Themen und Passagen der Bühnenmusik entstandene – Neukomposition Guirauds. Die Uraufführung fand am 21. März 1880 im Rahmen der von Pasdeloup veranstalteten Concerts populaires statt.
Die Orchestrierung der 2. Suite und die Spieldauer von zwischen 13 und 19 Minuten entsprechen weitgehend der Suite Nr. 1. Die Besetzung besteht aus 2 Flöten (2. auch Piccoloflöte), 2 Oboen, 2 Klarinetten, 2 Fagotte, 1 Altsaxophon, 4 Hörner, 2 Trompeten, 2 Pistons, 3 Posaunen, Pauken, Schlagzeug (Tamburin, Große Trommel, Zimbeln), Harfe und Streicher.

### Satzfolge
- I. Pastorale (Andante sostenuto assai). Der Satz (A-Dur) beginnt eher schwermütig, kontrastierend wirken Einschübe mit solistischer Flöte, Englischhorn und Fagott sowie der hervorstechenden Piccoloflöte über Tamburinschlägen.
- II. Intermezzo (Andante moderato ma con moto). Im dreiteiligen Aufbau des Satzes (Es-Dur) wird ein düster-marschartiges Rahmenthema einer expressiven Melodie im Saxophon gegenübergestellt.
- III. Minuet (Andantino quasi allegretto). Ein Duett von Harfe und Flöte eröffnet den Satz und bestimmt auch den weiteren Verlauf. Das Notenmaterial dazu entnahm Guiraud Bizets Oper La jolie fille de Perth von 1866.
- IV. Farandole (Allegro deciso, Tempo di marcia). Der effektvolle, stürmische Schlusssatz (c-Moll/D-Dur) kombiniert das Eingangsthema des 1. Satzes der Suite Nr. 1 mit einer Farandole, einem provençalischen Volkstanz.

## Einspielungen
Beide Suiten liegen in zahlreichen Aufnahmen vor. Von der kompletten Bühnenmusik gibt es Aufnahmen von Michel Plasson bei EMI und John Eliot Gardiner bei Erato Records. Das gesamte Bühnenwerk mit vollständigem Text und allen Musiknummern Bizets wurde bereits in den 1950er Jahren unter der Leitung von Albert Wolff für das Label Decca aufgenommen. Ebenfalls im französischen Original entstand eine weitere Gesamteinspielung beim Festival von Sion (CH) für das Schweizer Label Gallo. Der WDR Köln produzierte L'Arlésienne 1997 als konzertantes Hörspiel in einer deutschen Fassung von Christoph Schwandt mit Gert Westphal, dirigiert von Helmuth Froschauer.